# Radical 135
El radical 135, representado por el carácter Han 舌, es uno de los 214 radicales del diccionario de Kangxi. En mandarín estándar es llamado 舌部, (shé bù　‘radical «lengua (anatomía)»’); en japonés es llamado 舌部, ぜつぶ (zetsubu), y en coreano 설 (seol).
El radical «lengua» aparece en la mayoría de los casos en el lado izquierdo de los caracteres que clasifica (por ejemplo en el carácter 舏), aunque puede aparecer en la parte inferior en algunas ocasiones (como en el caso de 舍).
Los caracteres clasificados bajo el radical 135 suelen tener significados relacionados con acciones realizadas con la lengua, por ejemplo, el carácter 舐, ‘lamer’.

## Nombres populares
- Mandarín estándar: 舌字旁, shé zì páng, ‘carácter «lengua» en un lado’.
- Coreano: 혀설부, hyeo seol bu, ‘radical seol-lengua’.
- Japonés:　舌（した）, shita, ‘lengua’.
- En occidente: radical «lengua».

## Galería
| Estilos antiguos                                 | Estilos antiguos                  | Estilos antiguos                        | Estilos antiguos                   | Estilos antiguos                   | Estilos empleados actualmente       | Estilos empleados actualmente  | Estilos empleados actualmente    | Estilos empleados actualmente   | Estilos empleados actualmente  |
|                                                  |                                   |                                         |                                    |                                    |                                     | 舌                             | 舌                               |                                 |                                |
| 甲骨文 jiǎgǔwén (escritura de huesos oraculares) | 金文 jīnwén (escritura de bronce) | 简帛 jiǎnbó (escritura de bambú y seda) | 篆文 zhuànwén (escritura de sello) | 篆文 zhuànwén (escritura de sello) | 隸書 lìshū (estilo de los escribas) | 楷書 kǎishū (estilo regular)   | 楷書 kǎishū (estilo regular)     | 行書 xǐngshū (estilo corriente) | 草書 cǎoshū (estilo de hierba) |
| 甲骨文 jiǎgǔwén (escritura de huesos oraculares) | 金文 jīnwén (escritura de bronce) | 简帛 jiǎnbó (escritura de bambú y seda) | 大篆 dàzhuàn (sello grande)        | 小篆 xiǎozhuàn (sello pequeño)     | 隸書 lìshū (estilo de los escribas) | 繁體／繁体 fántǐ (tradicional) | 简体／簡體 jiǎntǐ (simplificado) | 行書 xǐngshū (estilo corriente) | 草書 cǎoshū (estilo de hierba) |

## Caracteres con el radical 135
| trazos | carácter |
| ------ | -------- |
| + 0    | 舌       |
| + 2    | 舍 舎 舏 |
| + 4    | 舐       |
| + 5    | 舑       |
| + 6    | 舒       |
| + 8    | 舓 舔 舕 |
| + 9    | 舖 舗    |
| + 10   | 舘       |
| + 12   | 舙       |
| + 13   | 舚       |